# Endangered Species
Endangered Species és el vuitè àlbum d'estudi de la banda estatunidenca Lynyrd Skynyrd i fou publicat l'any 1994. La majoria de cançons són grans èxits del grup junt amb nou material amb la particularitat d'un gran ús d'instrumentalització acústica.

## Llista de cançons
1. "Down South Jukin'" − 2:38
2. "Heartbreak Hotel (Elvis Presley)" − 4:01
3. "Devil in the Bottle" − 3:35
4. "Things Goin' On" − 3:00
5. "Saturday Night Special" − 3:53
6. "Sweet Home Alabama" − 4:01
7. "I Ain't the One" − 3:27
8. "Am I Losin'" − 4:06
9. "All I Have Is a Song" − 3:21
10. "Poison Whiskey" − 2:47
11. "Good Luck, Bad Luck" − 3:23
12. "The Last Rebel" − 5:42
13. "Hillbilly Blues" − 3:42

## Personal
- Johnny Van Zant − cantant
- Gary Rossington − guitarra, guitarra acústica
- Mike Estes − guitarra, guitarra acústica
- Leon Wilkeson − baix, baix acústic
- Billy Powell − piano
- Owen Hale − percussió, bateria
- Ed King − guitarra, mandolina, guitarra acústica
- Dale Krantz-Rossington − veus addicionals, cantant
- Debbie Davis − veus addicionals